# Kokong
Kokong è un villaggio del Botswana situato nel distretto Meridionale, sottodistretto di Ngwaketse West. Il villaggio, secondo il censimento del 2011, conta 928 abitanti.

## Località
Nel territorio del villaggio sono presenti le seguenti 26 località:
- Bodumatau di 15 abitanti,
- Bothaasetshego,
- Botshabelo di 9 abitanti,
- Dikabana di 5 abitanti,
- Ditholo Lands,
- Hatokwe Lands di 7 abitanti,
- Kananeta Lands di 3 abitanti,
- Kangane,
- Kolonkwaneng / Tsebeyatlou di 7 abitanti,
- Mantswe,
- Masuputso Lands,
- Matlamma,
- Matlopi Lands di 15 abitanti,
- Matlopi Syndicate di 14 abitanti,
- Modimonthusa di 21 abitanti,
- Mogobewamokala,
- Moilwakepula di 17 abitanti,
- Molatswana di 7 abitanti,
- Motlhaba di 7 abitanti,
- Motlomokela Lands di 7 abitanti,
- Pitsakgolo,
- Rasekamo di 1 abitante,
- Senne di 10 abitanti,
- Shanani Lands di 9 abitanti,
- Thebeiyoo di 8 abitanti,
- Thobabowa di 7 abitanti